# Calouste Gulbenkian Múzeum
A lisszaboni Calouste Gulbenkian Múzeum a világ egyik legnagyobb magángyűjteményének ad otthont.  A kollekciót Calouste Sarkis Gulbenkian örmény üzletember, olajmágnás, műgyűjtő és filantróp hozta létre és hagyományozta a róla elnevezett alapítványra. A gyűjtemény időben az egyiptomi óbirodalomtól a 20. század elejéig, földrajzi térben Európától az iszlám világon át Kínáig és Japánig terjed. Fontos része René Lalique díszítőművészete, ékszerei, valamint a megtalálható benne még a világ legnagyobb festői közül soknak az alkotásai.

## Gyűjteményei
Az állandó kiállítás két fő részre oszlik, amelyeket önálló körséta keretében is meg lehet tekinteni.
Az első rész az ókori Egyiptom, a klasszikus antikvitás és az ősi Közel-Kelet kincseit tartalmazza. Az iszlám művészet részlege az indiai mogul művészet, Szíria, Perzsia, a Kaukázus és Törökország kincseit, kerámiákat, az üvegművészet alkotásait, könyvkötéseket és illusztrációkat valamint a szőnyegeket, faliszőnyegeket közös térben mutatja be. A keleti körséta a kínai porcelánok bemutatójával zárul. 

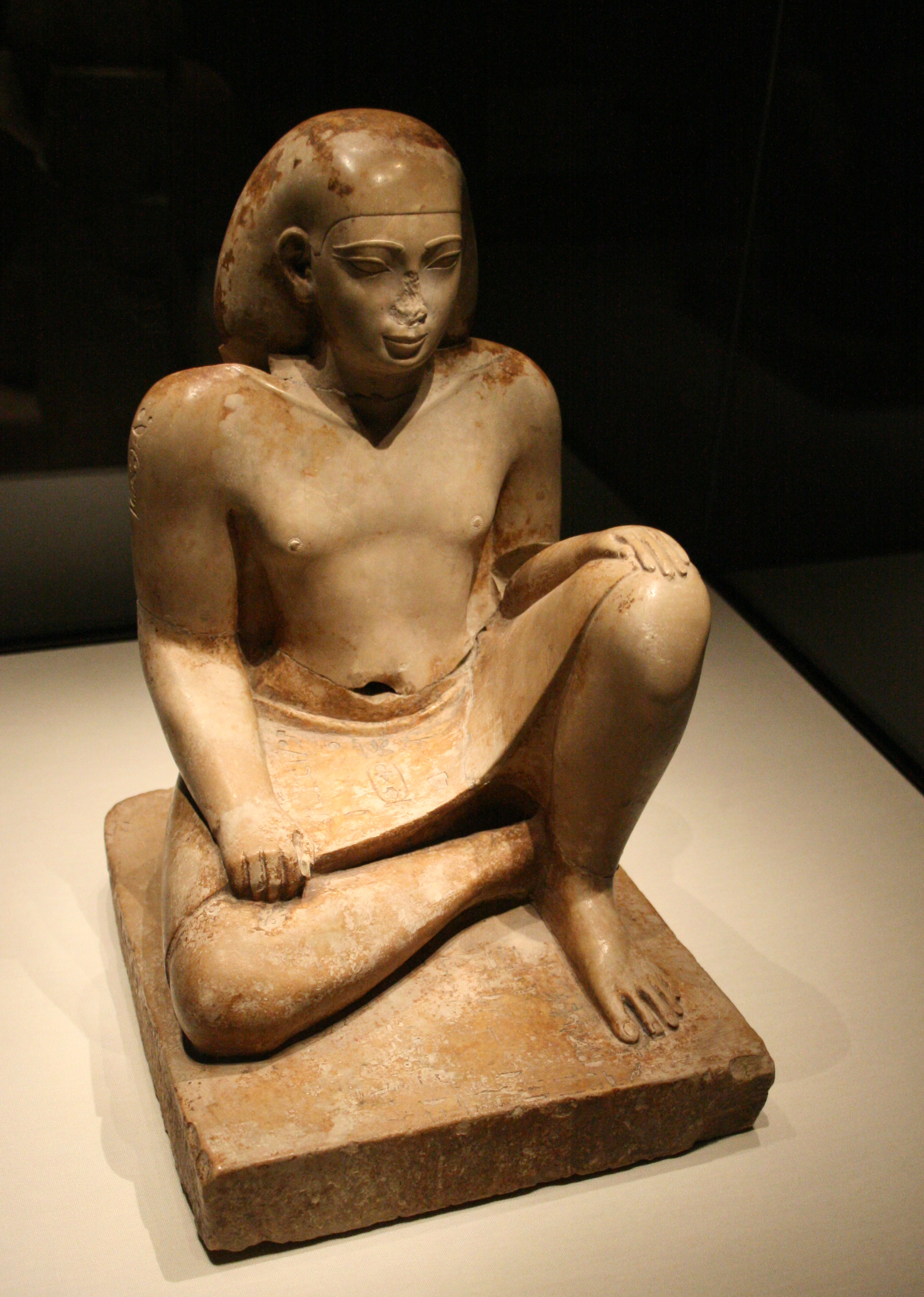
Egyiptomi írnok szobra (i. e. 7. század)
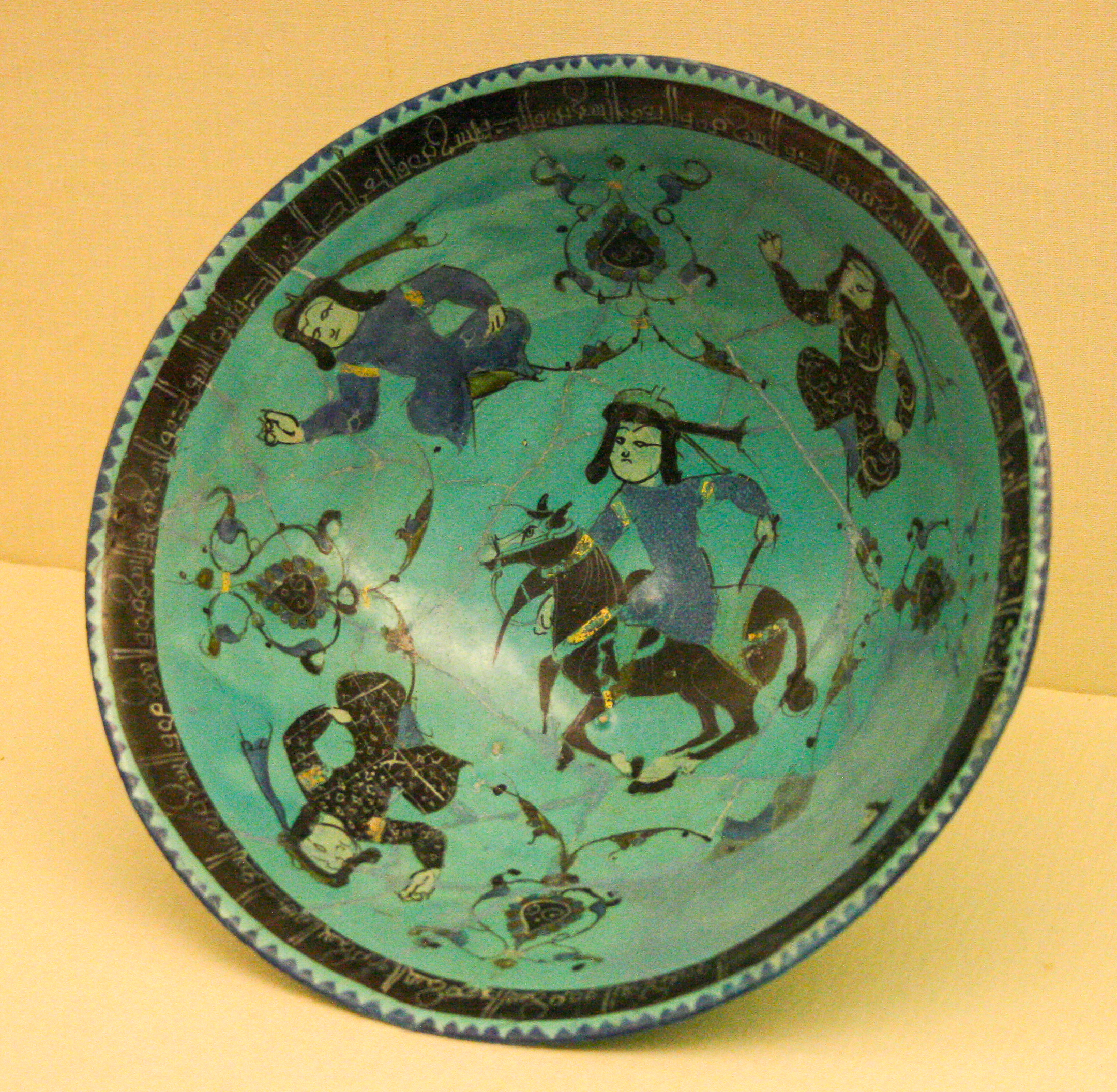
Tál lovasjelenettel, a Szeldzsuk-dinasztia kora, Irán, 12–13. század
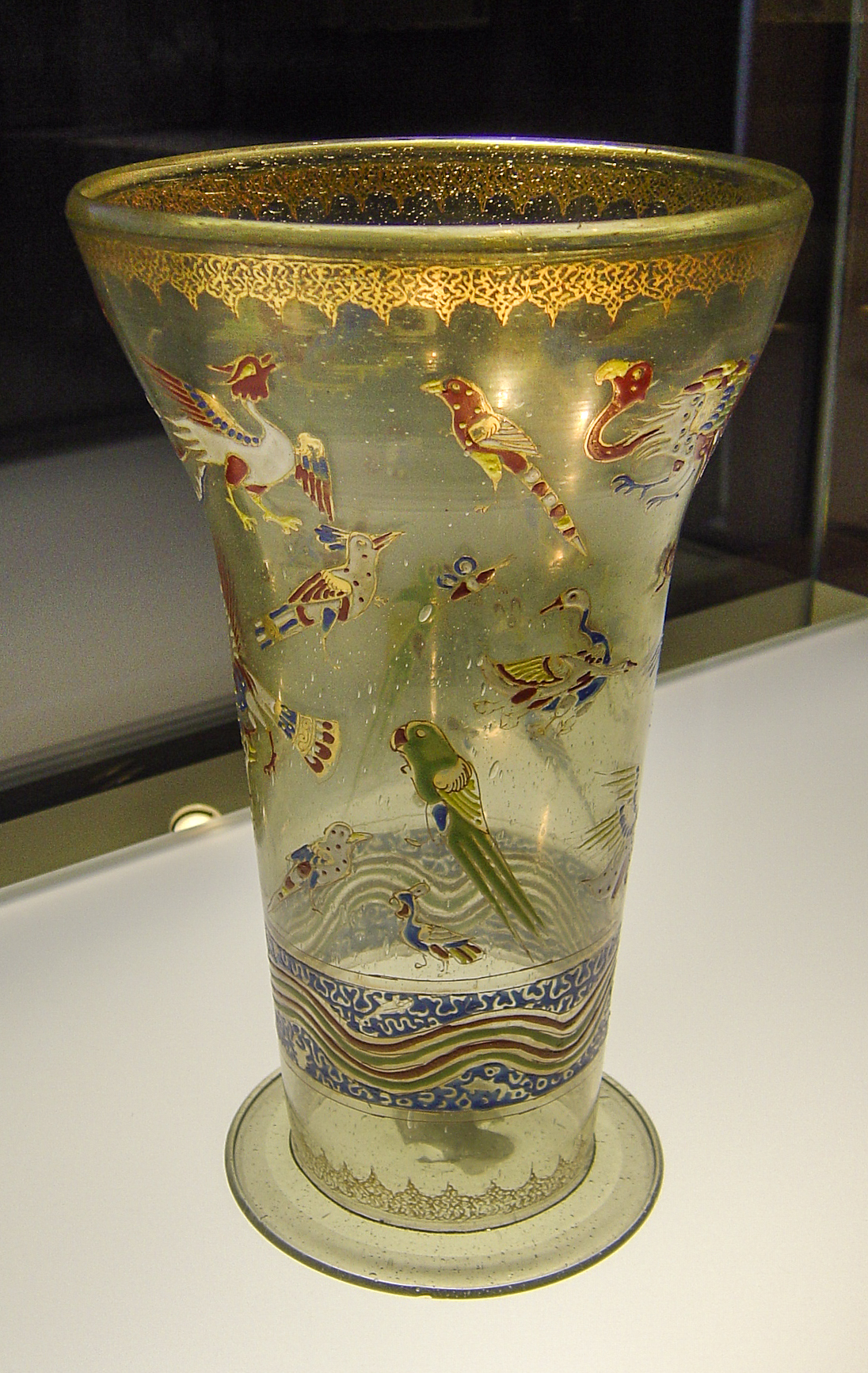
Zománccal, arannyal díszített iszlám üvegváza, 14. század
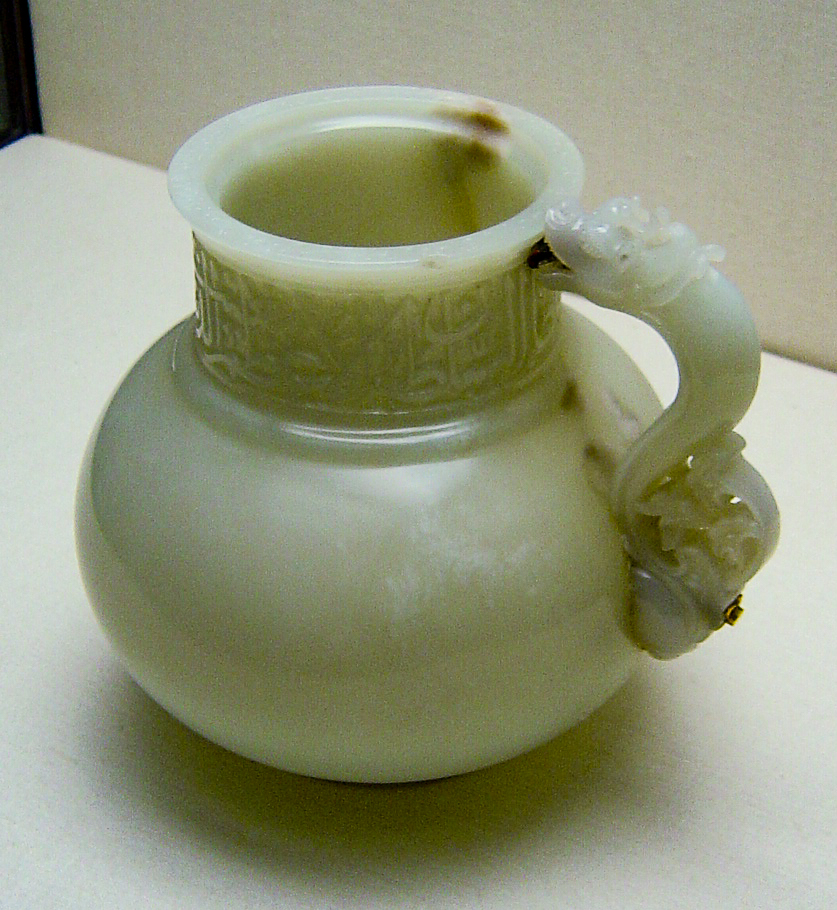
Nefrit kancsó Ulugbek gyűjteményéből. A fül megmunkálása kínai hatásra utal

A másik körséta az európai művészetek remekeit mutatja be, külön részlegekkel a könyvészet, a szobrok, festmények és a díszítőművészet számára. Az európai részleg időben átfogja a 11. század és a 20. század első fele közötti korokat, az ősi kódexektől és elefántcsont tárgyaktól a 15–17. századi szobrok és festmények válogatott gyűjteményén át a reneszánsz művészetéig.
A 18. századi francia művészet kiemelt helyet kapott a gyűjteményben, kiemelkedő arany és ezüst tárgyakkal, bútorok remekeivel, valamint festményekkel és szobrokkal. Ezt a részleget Francesco Guardi velencei festő számos műve, 18. és 19. századi angol festők alkotásai követik. René Lalique nagyszerű munkái külön termet kaptak.
A festészeti gyűjtemény körülbelül 6000 darabból áll, közülük mintegy ezer látható az állandó kiállításon. Egy részük az Ermitázsból származik. A múzeumban olyan művészek képei és szobrai tekinthetők meg, mint Domenico Ghirlandaio, Rubens, Rembrandt, Rodin, Jean-Baptiste Carpeaux, Jean-Antoine Houdon, Renoir, Dieric Bouts, Vittore Carpaccio, Anthony van Dyck, Corot, Edgar Degas, Jean-Marc Nattier, George Romney, Stephan Lochner, Maurice Quentin de la Tour, Édouard Manet, Claude Monet, Jean-François Millet, Edward Burne-Jones, Thomas Gainsborough, William Turner, Jean-Honoré Fragonard, Giovanni Battista Moroni, Frans Hals, Ruisdael, Boucher, Nicolas de Largillière, Andrea della Robbia, Pisanello, Jean-Baptiste Pigalle, André-Charles Boulle
,

### Festmények a múzeumban

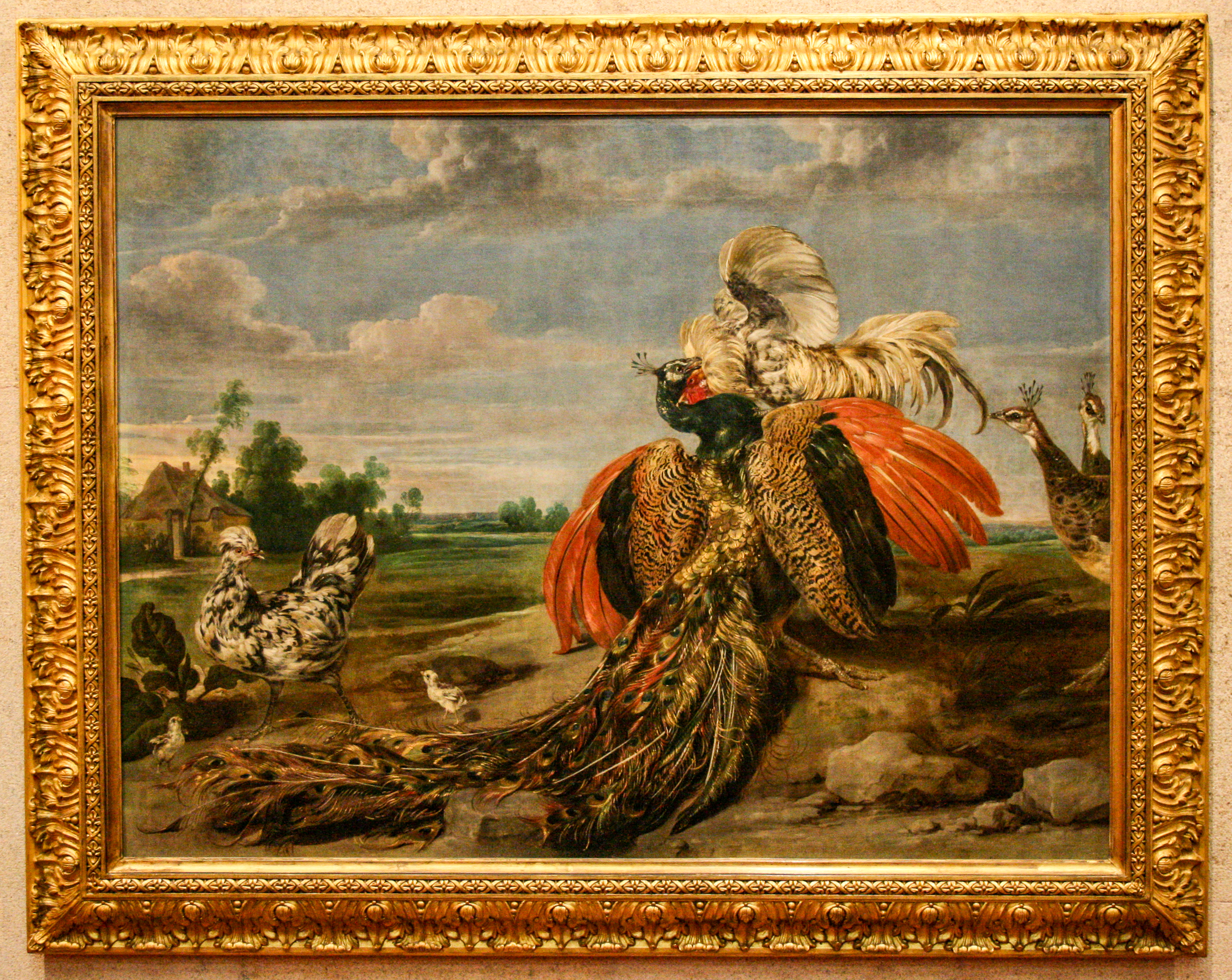
Paul de Vos – A páva és a kakas harca
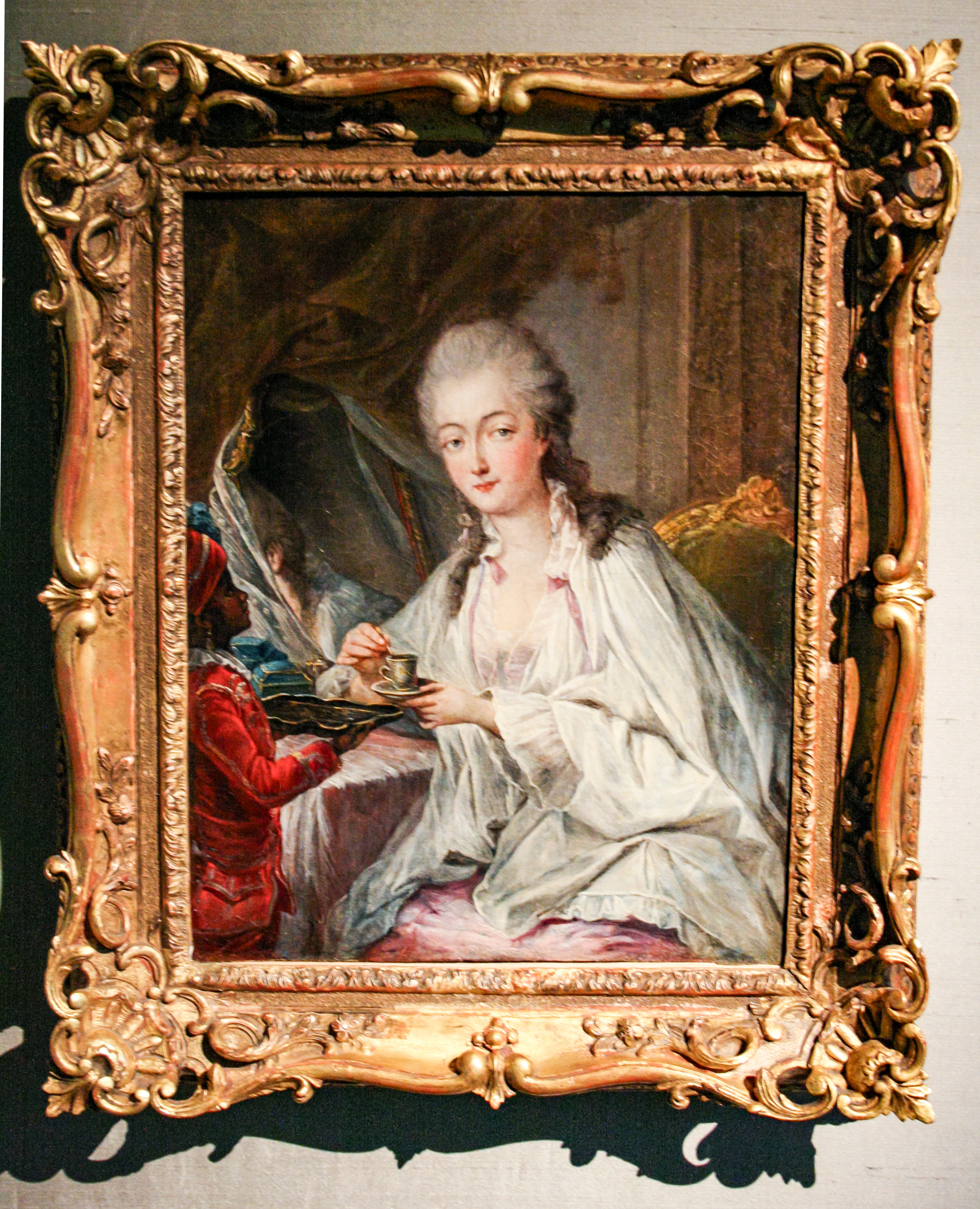
Gautier-Dagoty – Madame du Barry és Zamore, fekete apródja
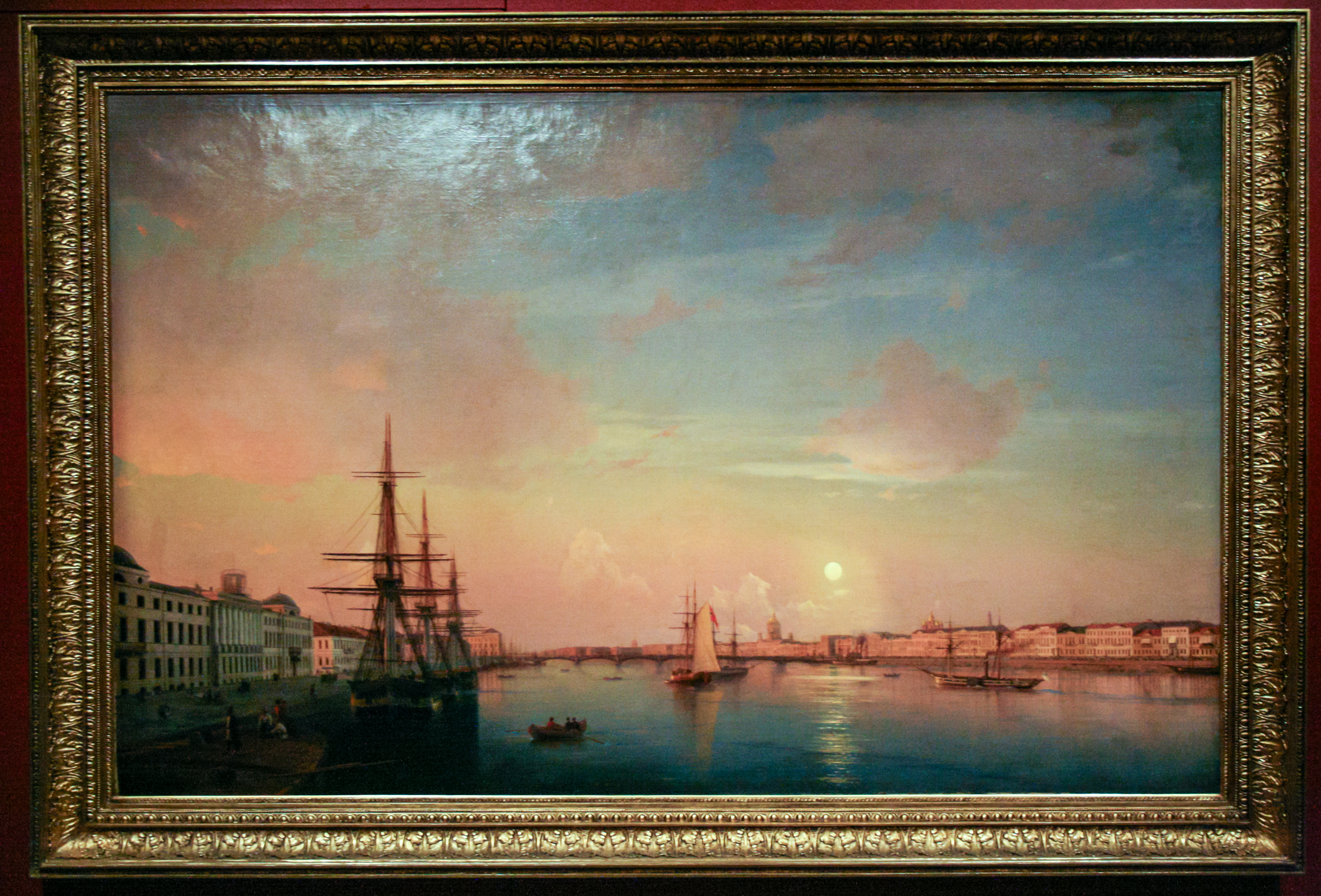
Ajvazovszkij – Szentpétervár
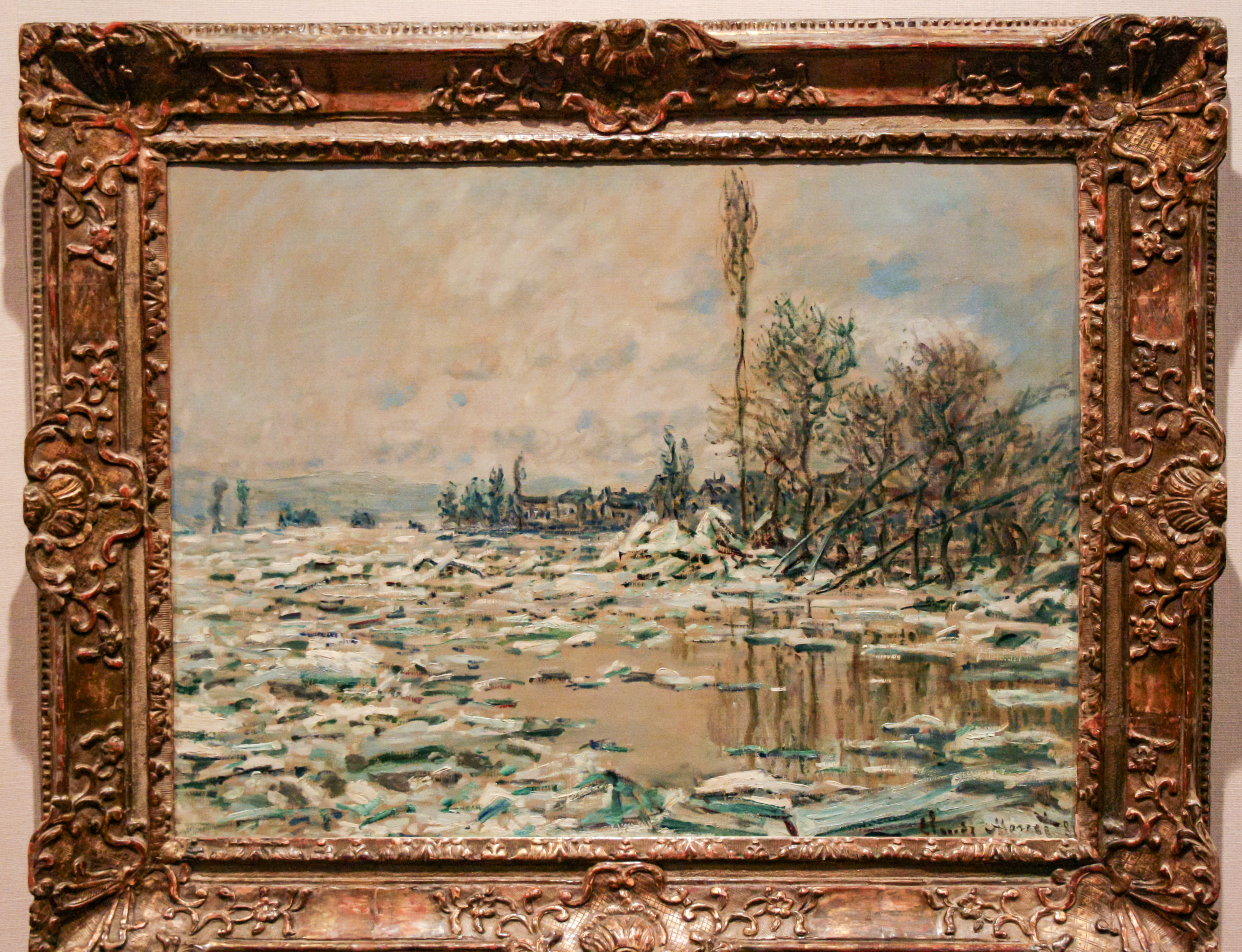
Claude Monet – Jégzajlás

## A múzeum története
Az 1955-ben elhunyt műgyűjtő végakaratának megfelelően 1957-ben megvásárolták egy lisszaboni park egy részét a múzeum számára. 1959-ben írták ki építészeti pályázatot az alapítvány központjának és a múzeumnak a létrehozására, amit az Alberto J. Pessoa, Pedro Cid és Ruy Jervis d'Athouguia által vezetett építészekből álló csapat nyert meg, valamint António Viana Barreto és Gonçalo Ribeiro Telles tájépítészek lettek felelősek a környező park kialakításáért. Az épületek és a park 1969. október 2-án nyíltak meg a látogatók előtt. 1975-ben a létesítmény elnyerte a neves nemzetközi Valmor építészeti díjat.

## Fordítás
- Ez a szócikk részben vagy egészben  a   Calouste Gulbenkian Museum című angol Wikipédia-szócikk ezen változatának fordításán alapul.  Az eredeti cikk szerkesztőit annak laptörténete sorolja fel. Ez a jelzés csupán a megfogalmazás eredetét és a szerzői jogokat jelzi, nem szolgál a cikkben szereplő információk forrásmegjelöléseként.